# 所有你想要的 (歌曲)
《所有你想要的/Green》是麥田守望者2007年為配合出版第一張精選輯《所有你想要的》而發行的宣傳單曲。